# Ka-52 (航空機)
Ка-52
Ka-52
- 用途：攻撃ヘリコプター
- 分類：ヘリコプター
- 製造者：カモフ
- 運用者

  -  ロシア（ロシア航空宇宙軍)
  -  エジプト (エジプト空軍)
- 初飛行：1987年
- 運用開始：2011年
- 運用状況：現役

Ka-52 アリガートル（カモフ52 アリゲーター；露：Ка-52 Аллигатор ）は、ロシアの航空機製造会社カモフで開発された攻撃ヘリコプター。愛称はロシア語で「ワニ」「アリゲーター」のこと。NATOコードネームはホーカムB。

## 概要
Ka-52は、Ka-50 ホーカムの複座型として開発された。Ka-50は、従来2名の乗員を必要としてきた攻撃ヘリコプターにおいて1名ですべての操作が可能なように設計された画期的な機体であったが、軍事航空分野では先進的な技術は嫌われるという傾向に突き当たり、ロシア連邦軍をはじめどこからも発注を受けられずにいた。さらに、ロシアでは対抗機種であった複座のMi-28 ハボックが採用されるという動きも見られた。そのため、カモフでは急遽Ka-50の複座型を開発することにし、Ka-52と呼ばれる機体が開発された。この機体は、1995年のパリ航空ショーで計画が明らかにされており、1997年7月1日に初号機が初飛行している。Ka-50がはじめて公開されたときと同様、高性能さ・強力さを主張する全身漆黒の塗装で公開された。愛称には「ワニ」が選ばれた。
Ka-52は、機首下面に回転式のセンサー収納部とメインローターマストの直前のキャビン天井部に球形のセンサー収納部をそれぞれ装備しており、操縦席の座席配置は他の攻撃ヘリコプターに多い前後配置ではなく、サイド・バイ・サイド方式の並列配置となっており、左席にパイロット、右席に兵装/センサー操作員が搭乗する。Ka-50と同じく座席は射出座席を装備している。計器盤には4基のカラー液晶多機能表示装置があり、左右の座席に2基ずつが配置されている。夜間攻撃用の温度探知システムとしてサムシート-50BM-1（Самшит-БМ-1：самшитは「柘」の意味）が装備され、これによりレーザー誘導ミサイルによる攻撃力の向上が図られた。Ka-50より高度な能力を持ち、とくに国内での対抗機種であるMi-28Nのみならず西ヨーロッパ諸国やアメリカの新型ヘリコプターとの競合において必要不可欠なものであった夜間攻撃能力の付与は、このKa-50の新しい派生型の評価を高めるものとなった。Ka-52では、地上からの攻撃に対する防御力の向上やロシア製攻撃ヘリコプターの特徴である幅広い種類の兵器搭載能力の向上が行われており、Ka-50からは、高い運動性と高速度が受け継がれた。Ka-52はMi-28を補佐する攻撃ヘリコプターとして少数が量産されることになり、2008年12月にロシア政府が量産の承認を与えて、2009年に最初の12機が引き渡される予定であったが、量産初号機は当初の予定より遅れ2011年1月2日に引き渡されたという。
また、Su-57に搭載されたS-111から派生した新しい通信機材であるS-403-1の搭載とテストが行われており、2014年中にテストを完了する予定である。
2016年4月12日、暗視装置を原因とする操縦士の空間識失調により、Mi-28Nがシリアで墜落した。同型の暗視装置はKa-52Kにも装備されていたことから、ロシア国防省はKa-52KのONV-1暗視装置の大半を、2019年3月までに新型のGEO-ONV-1Kに交換した。

## 実戦
2022年ロシアのウクライナ侵攻にも多数のKa-52が投入されているが、ウクライナ側は複数のKa-52撃墜とみられる動画・画像を公開しており、イギリス国防省はロシア側の損失が配備機数の25%に上ると推定している。ウクライナ側はKa-52を自動小銃で撃墜したとも主張したことがあり、Ka-52には機体前方から7.62mmクラスの小銃弾でコクピットやトランスミッションの致命部を貫通しうる構造上の脆弱部が存在するとしている。

## 派生型

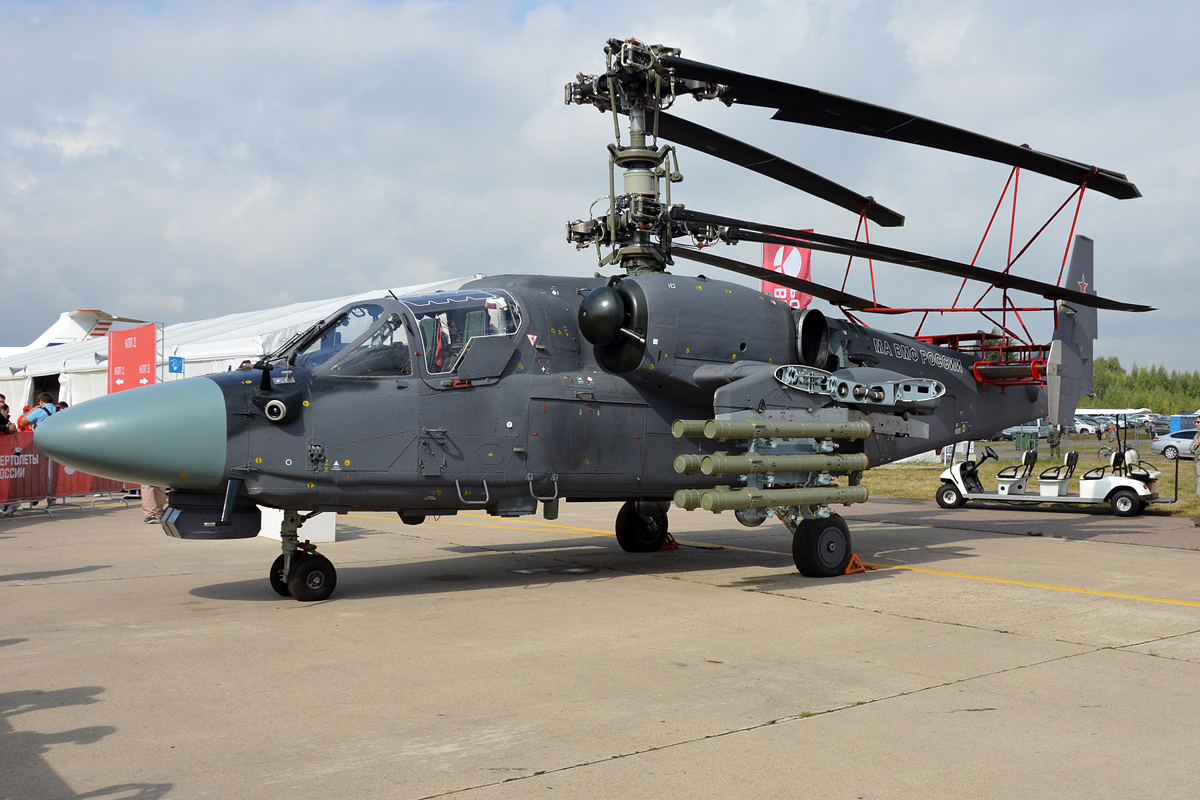
Ka-52K カトレン

Ka-52K カトレン（Ка-52К Катран）
ロシア海軍向けに開発された派生型。"カトレン"とは、ロシア語でアブラツノザメの意。
2015年3月7日に初飛行を行った。対腐食・塩害性対策、ローターと翼の折り畳み機能の導入、不時着水時の乗員生存システム、海上での緊急着水システムなどが盛り込まれている。また、ジュークAEをベースにアンテナの直径を小型化し、周波数帯域を変更して目標探知距離を2倍の200kmとした新型フェーズドアレイレーダーを搭載して、Kh-31とKh-35の運用能力を付与する計画が有り、そのための準備が行われている。

## 運用国
ロシア
- ロシア空軍

2015年1月時点で72機が引き渡され運用されている。2020年までに146機が納入される予定。
2015年11月25日、ハバロフスク空軍基地に2機が配備された。
- ロシア海軍

2014年末までに3機が納入されている。32機購入予定。

### 輸出
2015年6月、ロスボロネクスポルト社の幹部は、初の輸出契約を獲得したとのことを公表した。数量や発注元は不明。また、アルジェリアが購入を検討している。
2015年8月には、エジプトもKa-52を購入する予定であると報じられた。46機を発注しており、2017年に16機を納入した。なお、10人の操縦士と24人の整備士の訓練は、ロシアン・ヘリコプターズ傘下のAACプログレスで行われている。エジプト向けの機体はエジプトの気候に合わせた独自の改良が施されているため、「ナイル・クロコダイル（ナイルワニ）」の別名で呼ばれる。

## 性能・主要諸元
- 初飛行：1997年
- 主回転翼直径：14.50m
- 全長：13.50m
- 全高：4.90m
- 空虚重量：7,800kg
- 通常離陸重量：9,800kg
- 最大離陸重量：10,400kg

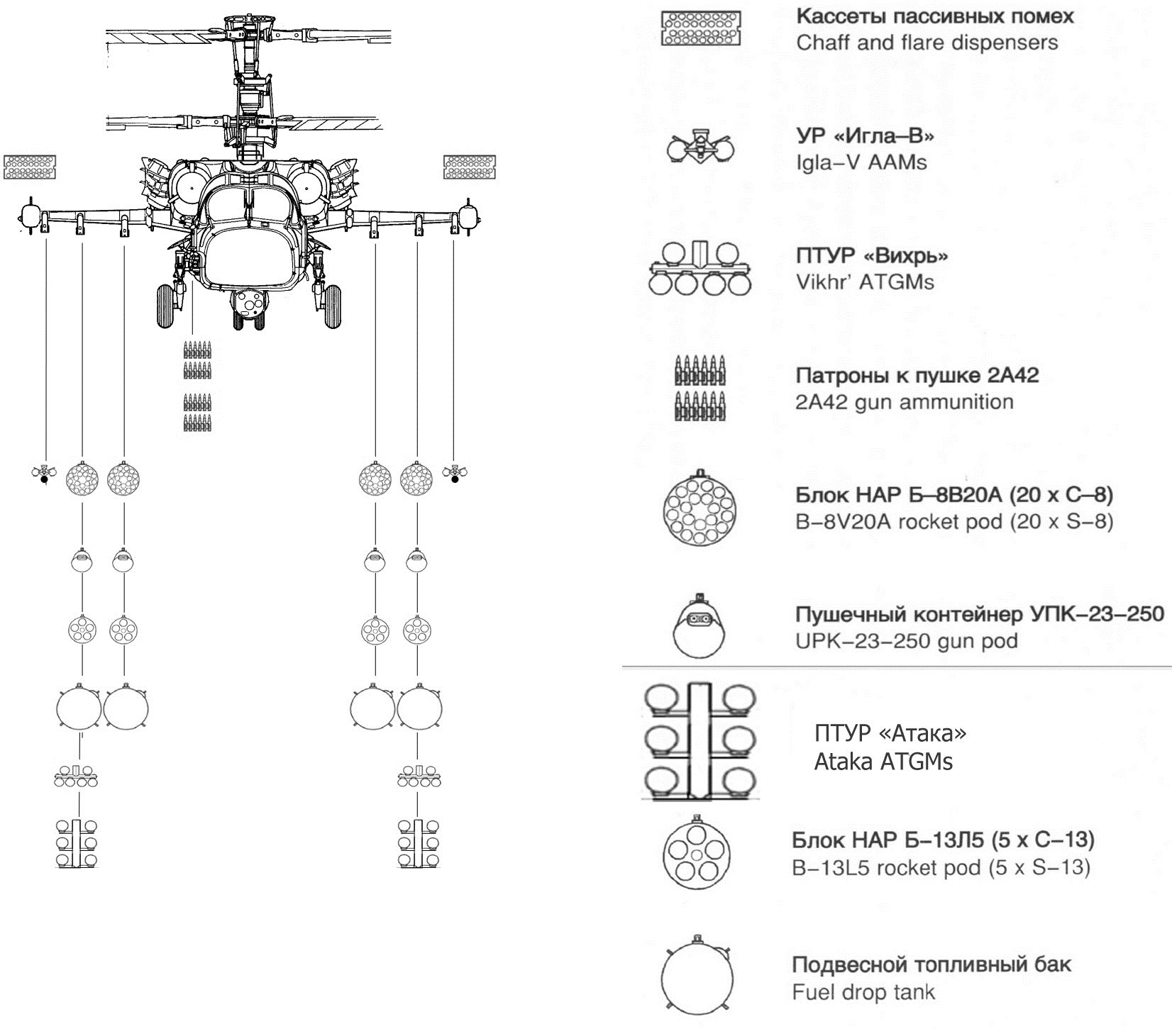
搭載武装

- エンジン：クリーモフ製TV3-117VMA-SB3 ターボシャフト×2
- 出力：1,638kW×2
- 超過禁止速度：350km/h
- 巡航速度：260km/h
- 実用航続距離：1,160km
- 戦闘行動半径：520km
- 上昇率：600m/min
- 実用上昇限度：5,500m
- ホバリング限界：4,000m
- 戦闘時上昇限度：3,600m
- 乗員：2名
- 武装：
  - 30mm機関砲2A42 ×1（弾数460発）
  - 4箇所のハードポイントに2,000kgまでの武装搭載可能：3連装ヴィーフリ対戦車ミサイル×4、イグラ-1V空対空ミサイル×4、20連装80mmロケット弾S-8ポッド×2、122mmロケット×10、機関砲輸送コンテナ、機銃コンテナ

## 登場作品

### 映画
『チャーリーズ・エンジェル フルスロットル』
　エンジェルがモンゴルから脱出するときに使用。

### アニメ・漫画
『魔法少女特殊戦あすか』
2機が登場。ウクライナ国内で活動していた米軍特殊魔法戦即応部隊（MORG）を襲撃するが、MORGと同行していた魔法少女のジャストコーズ☆ミアによって2機とも撃墜される。

### ゲーム
『ARMA 2』
プレイヤーが操作可能。
『ARMA 3』
『強襲機甲部隊 攻撃ヘリコプター戦記』
プレイヤーの使用機として登場。
『バトルフィールドシリーズ』
『BFBC』
MECの攻撃ヘリコプターとして登場する。
『BFBC2』
マルチプレイの一部マップにオブジェクトとして残骸が登場する。
『BF2042』
ロシア連邦軍に配備されている最新型の攻撃ヘリコプターとして、架空の発展型であるKA-520“スーパーホーカム”が登場する。
『モダンコンバット5:Blackout』
キャンペーンモードにて登場。
『Modern Warships』
プレイヤーが操作可能な艦載機として登場する。
『WarThunder』
ソビエト連邦（ロシア）のヘリツリーの機体として登場。